# أنا الشرق (فلم)
أنا الشرق (بالإنجليزية: I Am the East - Ana el shark) فيلم دراما، تاريخي مصري لعام 1956 من إخراج عبد الحميد زكي في تجربته الأولى في الإخراج عن قصة وسيناريو وحوار الدكتور محمد سليمان. الفيلم من بطولة ملكة جمال فرنسا في ذلك الوقت «كلود جودار» وهي نجمة السينما والمسرح والتلفزيون العالمية، وأيضا الممثل المصري العالمي جميل راتب، والفيلم يروي قصة بعض الأجانب في ضيافة إحدى القبائل وذلك للبحث عن الذهب في الصحراء الغربية، خِلافًا لادعائهم أنهم يبحثون عن آثار. في الوقت ذاته يرغب يزيد في الحصول على منصب شيخ القبيلة بدلًا من فاضل، فيحاول مساعدة الأجانب والتودد لهم أكثر.
صدر الفيلم إلى دور العرض المصرية في 1 يناير 1956.
منح موقع قاعدة بيانات الأفلام العربية «السينما.كوم» الفيلم درجة 5/ 10.

## طاقم التمثيل
كلود جودار: في دور زازا (الراقصة الأجنبية)
جميل راتب: في دور طارق (ابن شقيقة الشيخ فاضل الحاكم)
حسين رياض: في دور الشيخ فاضل (الحاكم)
توفيق الدقن: في دور يزيد (الثري الطامع في منصب الحاكم)
علية بسيم: في دور عالية (ابنة الشيخ فاضل حبيبة طارق)
جورج أبيض: في دور شيخ الجبل «أنا الشرق» (شخصية خيالية تظهر وتختفي وتخاطب الناس)
رفيعة الشال: في دور أم يزيد
ثريا فخري: في دور شقيقة الشيخ فاضل
عبد العزيز أحمد: في دور بشير
سعيد خليل: في دور أحد أتباع الشيخ فاضل
عبد الحميد بدوي: في دور أحد أتباع الشيخ فاضل
محمد الديب: في دور أحد أتباع يزيد
سعد أردش: في دور رئيس مجموعة الأجانب
بالاشتراك مع: محمد صبيح – عبد العليم خطاب – أنور زكي – محمد السبع.

## أحداث الفيلم
تعيش إحدى القبائل العربية  في الصحراء الغربية، تحت زعامة الشيخ فاضل (حسين رياض)، مع أبنته الشابة الجميلة عالية (علية بسيم)، وشقيقته (ثريا فخري)، وولدها طارق (جميل راتب)، والقبيلة بعيدة عن الجهات التي نالت من التطور والتحضر. يصل إلى أسماع شيخ القبيلة صوت طلقات رصاص، ويرسل طارق لمعرفة الخبر. كان في خلف الجبل ثلاثة من الأجانب يدعوا كذباً أنهم ضلوا الطريق، ويستضيفهم الشيخ فاضل. يتقدم الثري يزيد (توفيق الدقن) ويعرض استضافة الأغراب، فهو يريد التفضل ويدفعه غروره لإظهار قدراته على أن يكون الحاكم وليس الشيخ فاضل. يظهر شيخ الجبل (جورج أبيض) للرجل الفقير بشير (عبد العزيز) الذي يعتقد أن ظهوره بشرى للقبيلة. يبدأ الأغراب في دراسة الأرض المحيطة بالقبيلة بحثاً عن الذهب، وعندما يتأكدوا من وجود الذهب الخام يسارعوا بالمغادرة بعد استمالة يزيد ودعوته لزيارة بلادهم لمعاينة التحضر والإمكانات الحديثة، ويوافق يزيد. يلتقي مدير شركة الأغراب، وهي شركة تنقيب عن المعادن الثمينة، ويقدموا ليزيد كل أنواع الهدايا وتتضمن الجميلة زازا (كلود جودار) التي تسلب يزيد عقله، ويعدها بالعودة بعد أن أتفق مع الشركة على التعاون. تأتي إلى القبيلة قافلة من الأغراب الذين دفعتهم شركة التنقيب لتقديم الهدايا، ويطلبون الإذن من الشيخ فاضل لعمل أبحاث عن آثار الشرق وتعريف العالم بها والاستفادة منها، بغرض نشر المعرفة. يقدم الأغراب إلى يزيد هدية رائعة، فقد أحضروا معهم حبيبته زازا. يبدأ عمل الأغراب بالتنقيب عن الذهب، ويستأجرون العديد من أهل القبيلة الذين يهجروا أعمالهم التي لا تدر مثل ما يدفعه لهم الأغراب. يكتشف الباحثين الأغراب أن عرق الذهب ممتد إلى الأرض المزروعة ويطلبون «استعارة» الأرض الزراعية لفترة يتم أثنائها دفع مقابل مادي وأيضا تشغيل المزارعين بأسعار تعوضهم عن توقف الزراعة، ويقوم الأغراب بتزويد القبيلة بمواد غذائية بدلاً من زراعتهم. يسر الشيخ فاضل ليزيد بسر ليبعده عن التعاون مع الأغراب، ويكشف له أنهم يبحثون عن الذهب سراً، يغضب يزيد ويسارع إلى رئيس مجموعة الباحثين الأجانب (سعد أردش) الذي يعرض علية صورة تصميم لعملة القبيلة القادمة قريباً وعليها صورة يزيد، في إشارة إلى أنهم يعدون العدة لتوليه السلطة. يبدأ جميع ملاك الأراضي الزراعية ببيع أراضيهم ليزيد، وتبدأ المناوشات التي تصبح بالسلاح. تدور معارك بالسلاح، وينقلب يزيد على الأغراب بعد أن يتنكروا له، ويعلن توبته على يد الشيخ فاضل. يظهر شيخ الجبل لرئيس مجموعة الباحثين ويدور الحوار حول أحقية أهل القبيلة بالعيش بعيداً عن سيطرة الشركات الأجنبية التي تحاول السيطرة، ويطلق رئيس المجموعة الرصاص على الشيخ، ويصاب بلوثة عقلية عندما يراه لا يموت. تنتهي الأحداث برحيل الأجانب وتسيد أهل القبيلة على أراضيهم.

## أغاني الفيلم
أغنية السوق: كلمات بيرم التونسي – ألحان محمود الشريف
أغنية بشرى: كلمات محمد مصطفى حمام – ألحان محمود الشريف
أغنية خزن مون: كلمات محمد مصطفى حمام – ألحان محمود الشريف
أغنية الهنا: كلمات الدكتور محمد سليمان – ألحان محمود الشريف

## استقبال الفيلم
كتب محمود قاسم على موقع الشروق في 29 نوفمبر 2019: «كاتب سيناريو الفيلم هو الدكتور محمد سليمان، هو أيضا المنتج ومؤلف إحدى الاغنيات، لم نسمع عنه من قبل أو بعد، اما المخرج فهو منتج مساعد سابقاً لم نسمع به في أي فيلم آخر، إنه عبد الحميد زكى، الذي لم يتدخل قط في الإنتاج هنا، المرجح، إن الفيلم تم إنتاجه في العام نفسه الذي ظهر فيه جميل راتب للمرة الأولى في السينما العالمية في» ترابيز" بطولة تونى كيرتس وبيرت لانكستر، وجينا لولو بريجيدا ... أن البطولة الأولى هنا لجميل راتب الذي كان نجماً في المسرح الفرنسى... نحن أمام فيلم صحراوى في المقام الأول، رغم أن الفيلم تم تصويره في استوديو النيل... إن الدكتور محمد سليمان جعل الفيلم كأنه تم تصويره في صحراء... الفيلم بالغ الوضوح في موضوعه، فهو باختصار حول السنوات الأولى لزحف الاستعمار الأوروبى لاستغلال ثروات المنطقة، والمقصود هنا بالذهب وليس البترول... الفيلم قام بتجريد المكان من اسمه كي ينطبق الحدث على أي بقعة صحراوية، وفى البداية نعرف أن الشيخ فاضل الذي يجسده حسين رياض صار سيد القبيلة وعليه فإن الشيخ يزيد صار ينتظر دوره في تولي القيادة... دخل الاستعمار إلى الواحة... أحسوا أن الأرض مليئة بالذهب.. الاستعمار بدأ بالطرق السلمية.. ثم جاء دور المؤامرات والحروب.. تم استخدام المال والجنس لإغراء الزعيم المنتظر.. أنه فيلم خطابى أشبه بحصص التربية الوطنية، ويبدو ذلك في الخطبة المنبرية العصماء التي تلقيها شخصية اسمها "أنا الشرق«، يؤمن بكل من الأنبياء موسى وعيسى ومحمد، ويلقن المستعمر درساً طويلاً كله تحذيرات: إياكم الاقتراب من الشرق، ويبقى السؤال: أين كان الفيلم طوال تلك السنوات؟»، وتعجب الكاتب من تضارب الكتاب في سنة صناعة هذا الفيلم (1946 أو 1956). أكدت هذا التضارب صحيفة الدستور حيث كتبت: «اشترك في بطولة أول أعماله السينمائية أمام الممثلة الفرنسية ونجمة المسرح والتلفزيون الفرنسي وملكة جمال فرنسا» كلود جودار«في الفيلم المصري العالمي» انا الشرق«من إخراج عبد الحميد زكي حيث وقعت الاختلافات في تحديد سنة الإنتاج فبعض المصادر تشير إلى انه تم إنتاج الفيلم في 1946 واخرى تؤكد انه عام 1956».
نشر موقع قاعدة بيانات السينما العربية «السينما.كوم» قصاصات من صحف نشرت تعليقات عن الفيلم جاء بها: «قصة سينمائية قوية متماسكة تنبع حوادثها من صميم الحياة التي نعيشها... براعة الصنعة السينمائية والقدرة الخارقة في تحريك المجموعات».
كتبت صحيفة النهار عن بطل الفيلم جميل راتب: «كان هذا الفيلم بدايته الحقيقية مع الفن، فسافر إلى باريس وبدأ رحلة الاحتراف الفنية، وكان فيلم» أنا الشرق«سبباً في تركيز الأضواء عليه، وسافر إلى باريس مرة أخرى لدراسة المسرح».
كتبت صحيفة الوطن العدنية: "كانت بداية راتب الفعلية في بطولة الفيلم "أنا الشرق"، وأكدت صحيفة الأخبار هذا حين كتبت: " كانت بدايته الفنية في القاهرة عندما شارك العام 1946 في بطولة فيلم "أنا الشرق" (1956/ إخراج عبد الحميد زكي) الذي قامت ببطولته الممثلة الفرنسية كلود جودار مع نخبة من نجوم السينما".

## وصلات خارجية
- مقالات تستعمل روابط فنية بلا صلة مع ويكي بيانات
- أنا الشرق على موقع دهليز
- أنا الشرق على موقع IMDB
- أنا الشرق على موقع كاروهات
- أنا الشرق على موقع الشروق
- أنا الشرق على موقع يوتيوب